# Gangapurna

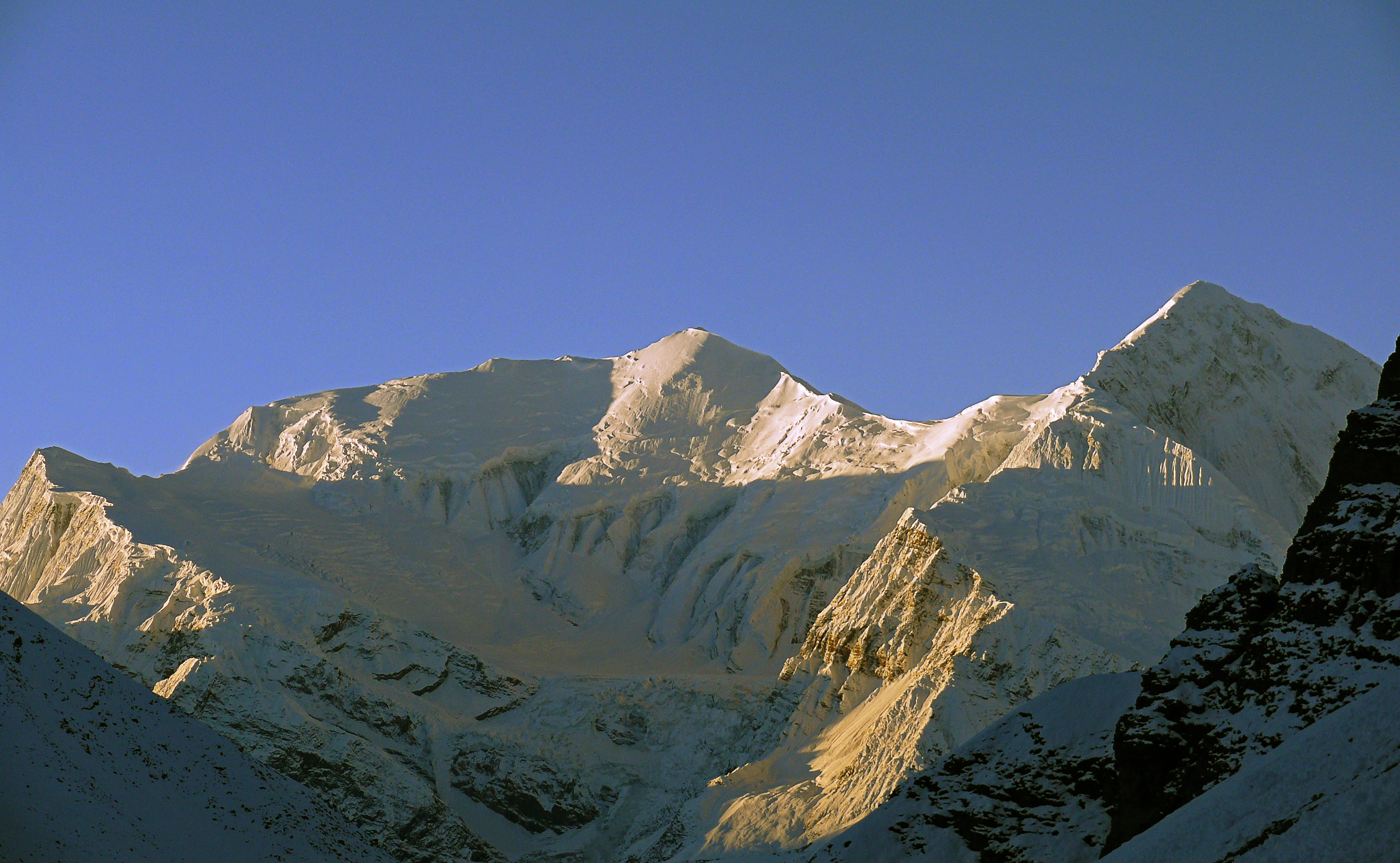
Annapurna III (uprostřed) a Gangapurna (vpravo)

Gangapurna je hora v Nepálu v pohoří Himálaj. Se svojí nadmořskou výškou 7 455 m je to 57. nejvyšší hora na světě.

## Charekteristika
Gangapurna je součástí masivu Annapurna. Vrchol leží uprostřed masivu - na jeho západní straně je hlavní vrchol Annapurna I (8091 m), v blízkosti se jihovýchodním směrem nachází Annapurna III (7555 m) a směrem na jih je 6997 m vysoká Mačapučare. Východním směrem pokračují vrcholy Annapurna IV a Annapurna II.

## Prvovýstup
Prvovýstup na Gangapurnu se zdařil německé himálajské expedici, kterou vedl Günter Hauser. Na vrcholu 5. května 1965 stanuli Günter Hauser, Erich Reismüller, Hermann Köllensperger, Ludwig Greissl, Ang Tempa (Sirdar) a Phudorje II. O dva dny později zbývající čtyři němečtí účastníci Klaus Ekkerlein, Hermann Wünsche, Otto Seibold, KH Ehlers a Sherpa Pemba Norbu také dosáhli vrcholu.